# Zdvojení krychle
Zdvojení krychle (také reduplikace krychle, duplikace krychle či délský problém) je jeden ze tří nejslavnějších antických konstrukčních problémů (zbylé dva jsou kvadratura kruhu a trisekce úhlu; souhrnně jsou nazývány Tři klasické problémy antické matematiky). Tyto úlohy byly formulovány již v 5. století př. n. l. a odolávaly po dlouhá staletí všem pokusům o vyřešení, než bylo v 19. století dokázáno, že jsou neřešitelné.

## Přesné zadání úlohy
Obecné zadání úlohy zdvojení krychle zní v jazyce moderní matematiky takto:
Nalezněte obecnou euklidovskou konstrukci, pomocí níž bude k libovolné krychli možné zkonstruovat hranu krychle o dvojnásobném objemu.

Poněkud méně formálně:
K dané krychli zkonstruujte krychli s dvojnásobným objemem pouze za užití pravítka a kružítka.

## Historie

### Legenda
Podle staré legendy stojí u vzniku problému zdvojení krychle společenství pythagorejců. Ti v rámci svého „kultu čísel“ vyznávali, že čtyři základní elementy: oheň, vzduch, voda a země jsou ve světě zastoupeny v poměru takzvané „úměry o čtyřech členech“. Proto pro ně měla tato úměra velmi velký význam. Čísla a,b,c,d jsou v úměře o čtyřech členech, je-li a nejmenší, d největší a poměry a:b,b:c a c:d jsou si rovny.
Pythagorejci považovali za důležité nalézt obecnou (euklidovskou) konstrukci, jak k daným úsečkám délek a,d nalézt úsečky délek b,c, tak aby čísla a,b,c,d byla v úměře o čtyřech členech. Tento úkol však nikdo z nich nebyl schopen vyřešit. Proto se rozhodli, že zajistí, aby problém vešel ve všeobecnou známost, a doufali, že ho někdo jiný vyřeší za ně. Protože však pythagorejský řád byl velmi uzavřený a přísně střežil svá tajemství, nechtěli pythagorejci prozradit světu, že se zajímají právě o úměru o čtyřech členech. Z tohoto důvodu uvažovali takto. Rozumně předpokládali, že podaří-li se vyřešit tento problém pro a=1, d=2, nebude již zobecnění příliš složitou záležitostí. Pythagorejcům bylo rovněž známo, že jsou-li délky čtyř úseček v úměře o čtyřech členech, pak jsou v této úměře i objemy krychlí nad těmito úsečkami, a naopak. Pro a=1, d=2 jsou objemy nejmenší resp. největší krychle rovny 1 resp. 8. Doplnit mezi tato dvě čísla zbývající dvě tak, aby tvořily úměru o čtyřech členech, je snadné – těmito čísly jsou 2 a 4. Podle výše řečeného tedy délky hran krychlí o objemech 1,2,4,8 tvoří úměru o čtyřech členech. Podařilo-li by se sestrojit hranu krychle o objemu 2, nebylo by již sestrojení hrany krychle o objemu 4 problémem. Tedy vše, co pythagorejci potřebovali, bylo k dané krychli o hraně jedna sestrojit hranu krychle s dvojnásobným objemem. Tento úkol byl již natolik odlišný od původního, že nikdo (ani ten, kdo by ho vyřešil) nemohl poznat, o co pythagorejcům ve skutečnosti jde. Takto zašifrovaný problém tedy vypustili do světa.
Když občané ostrova Délos, postiženého morem, vyslali roku 430 př. n. l. poselstvo do Apolónovy věštírny v Delfách, aby získalo radu, jak mor seslaný Apolónem ukončit, orákulum (ovlivněné pythagorejci?) odpovědělo, že musí zdvojnásobit velikost Apolónova krychlového oltáře. Žádný z délských učenců však nebyl schopen určit, jak dlouhá má být hrana nového oltáře, a tak mor řádil dál. Požádali tedy o radu samotného Platóna, který výrok věštírny vyložil tak, že se mají na Délu víc věnovat studiu geometrie a matematiky. Úloha, jejíž řešení pythagorejci tak toužili znát, se stala známá jako délský problém a patřila do trojice neřešitelných antických matematických problémů.

### Skutečnost
Problém zdvojení krychle pochází z 5. století př. n. l. Již ve starověku a po celý středověk a renesanci se největší učenci své doby pokoušeli problém zdvojení krychle vyřešit. Až v 19. století Pierre Wantzel užitím nových výsledků algebry dokázal, že úlohu zdvojení krychle nelze pouze za použití pravítka a kružítka provést.

## Důkaz neřešitelnosti
Důkaz nemožnosti provést požadovanou konstrukci sestává ze dvou nezávislých částí, z nichž první je obdobná pro důkazy neřešitelnosti všech tří klasických problémů:
1. ověření, že lze zkonstruovat jen ty délky (vzdálenosti), které jsou algebraickým číslem stupně (nad tělesem racionálních čísel) mocniny dvou
2. ověření, že délka hrany krychle o objemu dvojnásobném oproti objemu krychle s hranou délky jedna je algebraické číslo stupně tři

Tyto dva kroky nyní provedeme odděleně.

### Konstruovatelné délky
Za konstruovatelnou délku (resp. souřadnici) označíme takovou délku (resp. souřadnici), kterou lze zkonstruovat z dané jednotkové úsečky a daného počátku pouze pomocí pravítka a kružítka. Velmi snadno ověříme, že každá racionální délka (souřadnice) je konstruovatelná. Indukcí podle počtu kroků nejkratší konstrukce ověříme, že každá konstruovatelná souřadnice (jak x-ová, tak y-ová) je algebraické číslo stupně mocniny dvou. Nechť je tedy dána konstruovatelná souřadnice s a nechť
- její nejkratší konstrukce (přesněji konstrukce bodu majícího tuto souřadnici) má 0 kroků
  - Pak s může být pouze souřadnice koncového bodu jednotkové úsečky nebo počátku (tj. s=1 nebo s=0), což je v obou případech algebraické číslo stupně 1=20.
- její nejkratší konstrukce má n+1 kroků, přičemž víme, že všechny souřadnice, které lze zkonstruovat v méně než n+1 krocích jsou algebraické stupně mocniny dvou
  - Proveďme nyní prvních n kroků oné n+1 krokové konstrukce souřadnice s. Označme T těleso generované všemi dosud zkonstruovanými souřadnicemi a jeho stupeň nad tělesem Q všech racionálních čísel (délek) označme [T:Q]. Protože T vzniklo postupným rozšiřováním Q o souřadnice konstruované v prvních n krocích, je [T:Q] mocnina dvou (snadnou aplikací indukčního předpokladu). Dále určíme stupeň [T[s]:T], kde T[s] je těleso generované prvky T a souřadnicí s. Víme (z definice T), že souřadnici s lze zkonstruovat v jediném kroku ze souřadnic obsažených v tělese T. Souřadnice s tedy může být souřadnicí bodu,
    - který již byl zkonstruován v prvních n krocích
      - Pak s je prvkem T a tedy [T[s]:T]=1.

    - který vznikl protnutím dvou úseček v (n+1)-ním kroku
      - Pak s je jednou ze složek řešení soustavy lineárních rovnic y=ax+b, y=cx+d, kde první a druhá rovnice popisují analyticky první a druhou z protínajících se úseček. Protože však krajní body těchto úseček byly zkonstruovány již v prvních n krocích, jsou jejich souřadnice a v důsledku i koeficienty a,b,c,d prvky T. Proto i obě složky řešení (x,y) jsou v T, a tedy opět [T[s]:T]=1.

    - který vznikl protnutím úsečky a kružnice v (n+1)-ním kroku
      - Pak s je jednou ze složek řešení lineárně kvadratické soustavy rovnic y=ax+b, (x-c)2+(y-d)2=r2, kde první (resp. druhá) rovnice popisuje analyticky úsečku (kružnici). Opět – obdobně jako v předchozím bodě – jsou a,b,c,d prvky T, a protože čtverec vzdálenosti každých dvou bodů se souřadnicemi z T leží rovněž v T, je i r2 v T. Vyjádřením řešení (x,y) zjistíme, že obě jeho složky leží v tělese {\displaystyle T[{\sqrt {q}}]}, kde q je vhodný prvek T. Protože zřejmě {\displaystyle [T[{\sqrt {q}}]:T]=1{\mbox{ nebo }}2} a podle obecné teorie algebraických rozšíření dělí stupeň každého prvku rozšíření stupeň tohoto rozšíření, je nutně [T[s]:T]=1 nebo 2.

    - který vznikl protnutím dvou kružnic v (n+1)-ním kroku
      - Pak s je jednou ze složek řešení soustavy kvadratických rovnic (x-a)2+(y-b)2=r2, (x-c)2+(y-d)2=t2, kde první a druhá rovnice popisují analyticky první a druhou z protínajících se kružnic. Opět jako v předchozích bodech jsou a,b,c,d,r,t prvky T. Opět vyjádřením řešení (x,y) zjistíme, že obě jeho složky leží v tělese {\displaystyle T[{\sqrt {q}}]}, kde q je vhodný prvek T. Zcela stejně jako v předchozím bodě můžeme vidět, že [T[s]:T]=1 nebo 2.

  - Ve všech čtyřech popisovaných případech je tedy [T[s]:T]=1 nebo 2. Protože z předchozího víme, že [T:Q] je mocnina dvou, plyne z obecného algebraického tvrzení o multiplikativitě stupňů rozšíření, že [T[s]:Q]=[T[s]:T][T:Q] je rovněž mocnina dvou. Dále stupeň s nad Q je roven [T[s]:Q], tedy je také mocninou dvou, čímž je indukční krok dokončen.

Dále zřejmě každá konstruovatelná délka je vzdáleností dvou bodů s konstruovatelnými souřadnicemi, a tedy její čtverec je prvkem tělesa generovaného konečně mnoha konstruovatelnými souřadnicemi. Proto čtverec konstruovatelné vzdálenosti má stupeň mocniny dvou nad Q. Opět z věty o multiplikativitě stupňů rozšíření plyne, že i daná vzdálenost má stupeň mocniny dvou nad Q.

### 21/3je stupně 3 nadQ
Délkou hrany krychle o objemu 2 je číslo L=21/3. Dokážeme, že tato délka je algebraické číslo stupně 3 nad Q. Zřejmě L je kořenem polynomu t3-2. Pokud by tento polynom byl reducibilní, měl by faktor stupně jedna, a tedy racionální kořen. Podle věty o racionálních kořenech (je-li p/q kořenem polynomu P, pak q dělí vedoucí koeficient P a p jeho absolutní člen) by tento kořen byl jedno z čísel 2,1,-1,-2, což evidentně nemůže být. Proto polynom t3-2 je minimálním polynomem délky L, a tedy L je stupně tři nad Q. Tím je důkaz dokončen.